# واکنش زنجیره‌ای (فیلم)
واکنش زنجیره‌ای (انگلیسی: Chain Reaction) یک فیلم علمی تخیلی و اکشن آمریکایی است به کارگردانی اندرو دیویس که در ۱۹۹۶ منتشر شد.

## بازیگران
- کیانو ریوز
- مورگان فریمن
- ریچل وایس
- فرد وارد
- برایان کاکس
- کوین دان
- جوانا کسیدی
- چلسی راس
- مایکل شنون
- نیل فلین
- تزی ما
- کشیشتف پیه‌چینسکی